# Uroobovella neoamericana
Uroobovella neoamericana es una especie de arácnido del orden Mesostigmata de la familia Urodinychidae.

## Distribución geográfica
Se encuentra en Estados Unidos.